# Арабское правление в Грузии

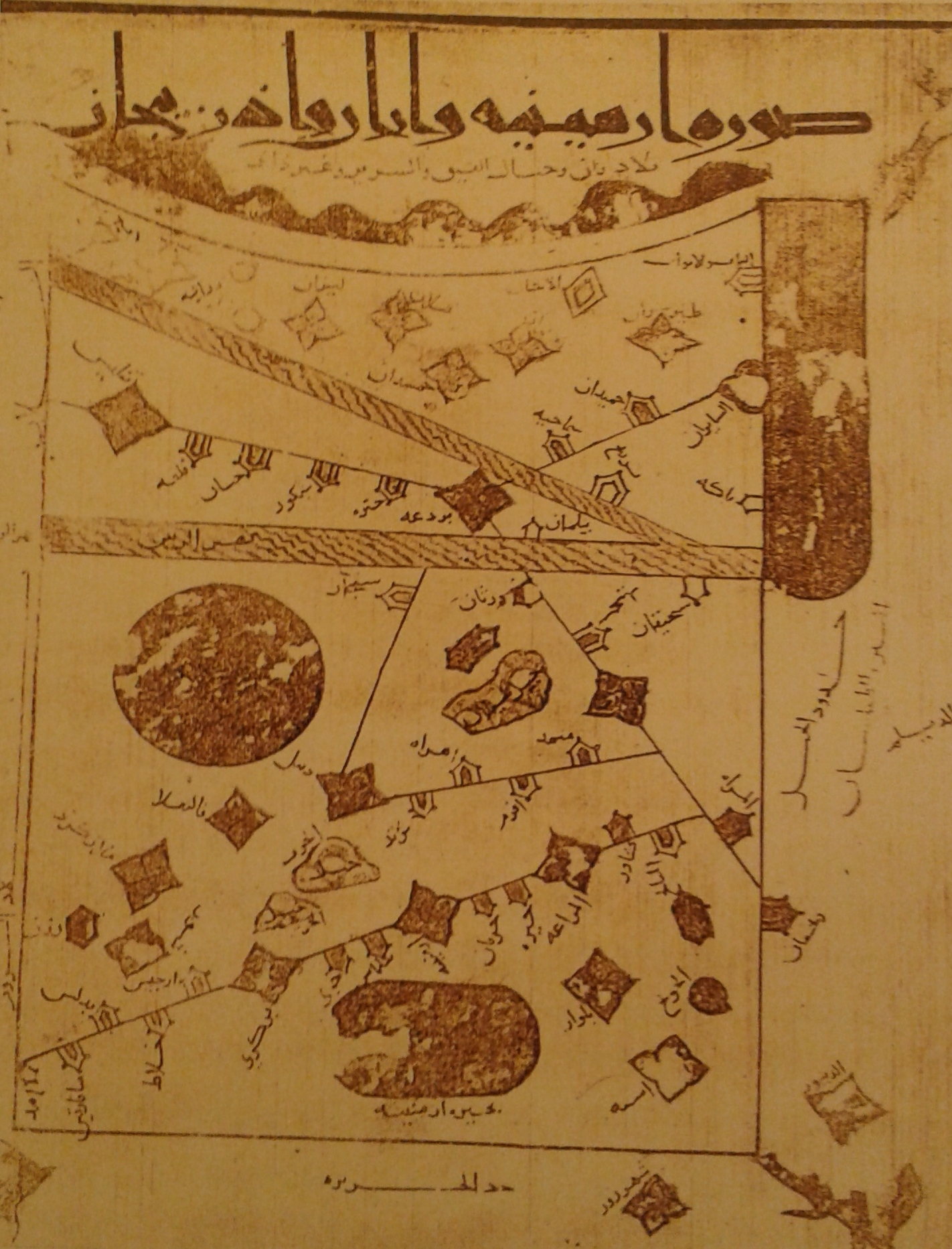
Арабская карта с указанием Тбилиси, X век.

Арабское правление в Грузии относится к периоду истории Грузии, когда вся или часть страны находилась под политическим господством мусульманских арабских правителей, от первых арабских вторжений в середине VII века до окончательного разгрома Тбилисского эмирата от рук царя Давида IV в 1122 году. Этот период называется «Арабоба» (არაბობა) на грузинском языке. По сравнению с другими регионами, которые пережили мусульманские завоевания, культура и даже политическая структура Грузии не сильно пострадали от арабского присутствия, поскольку люди сохраняли свою веру, дворяне — свои вотчины, а иностранные правители в основном настаивали на выплате дани, которую они не всегда могли обеспечить. Тем не менее, повторяющиеся вторжения и военные кампании арабов во многих случаях опустошали Грузию, и халиф сохранял сюзеренитет над значительными частями страны и оказывал влияние на динамику внутренней власти в течение большей части периода.
Историю арабского владычества в Грузии можно разделить на 3 основных периода:
1. от первого появления арабских армий около 645 года до образования тбилисского эмирата в 736 году. В те годы наблюдалось постепенное установление политического контроля над грузинскими землями со стороны халифата Омейядов.
2. с 736 по 853 год, когда Аббасидский халифат разрушил Тбилиси, чтобы подавить восстание местного эмира, положив конец периоду господства эмирата над всей Восточной Грузией.
3. с 853 года до 2-й половины XI века, когда государство Сельджукидов сменило арабов в качестве основной силы на Ближнем Востоке. До этого власть тбилисского эмирата уже пошла на убыль в пользу независимых грузинских государств. Однако Тбилиси оставался под властью арабов до 1122 года.

## Первые завоевания и установление арабского господства (645–736 гг.)
В первые десятилетия VII века большая часть современной Грузии находилась под властью Картлийского эрисмтаварства. Это государство, как и его предшественники, постоянно играло лавировало между двух главных держав того времени, Византии и Сасанидской империи, чтобы гарантировать свое собственное выживание в качестве независимого государства. Приверженность менялась регулярно, но с 626 года, когда византийский император Ираклий I атаковал Тбилиси и назначил правящим принцем Адарнаса I из провизантийской династии Хосроидов, византийское влияние было преобладающим. Однако со следующего десятилетия начались мусульманские завоевания Ближнего Востока, нарушившие этот баланс.
Первые арабские вторжения в современную Грузию произошли примерно между 642 и 645 годами, во время завоевания Персии. Вскоре это переросло в полномасштабное вторжение, и Тбилиси был взят в 645 году. Председательствующий принц Стефан II должен был признать сюзеренитет Рашидунского халифа. Этот регион по-прежнему оставался маргинальным в глазах Халифата, и хотя он был официально интегрирован в недавно созданную провинцию «Армянский эмират», местные правители сначала сохранили такую же автономию, как и раньше под протекторатом Византии и Сасанидов.
В то время Халифат был ещё очень нестабилен политически и не разработал административную систему, способную держать под контролем свои многочисленные завоевания. Основным проявлением арабской власти над регионом было в то же время религиозное повеление ислама: уплата налога (для территорий, находящихся под прямым управлением) или дани (для вассальных государств) неверующими, называемого джизья. Его уплата символизировала подчинение исламскому государству, но была также для христиан Кавказа способом избежать новых вторжений или карательных экспедиций арабов против тех, кто не платил. В Иберии, как и в Армении, во второй половине VII века были часты восстания против дани, каждый раз местная знать и правящие князья чувствовали внутреннюю слабость в халифате. Самое значительное из этих восстаний, охватившее весь Кавказский регион, произошло в 681–682 годах и было возглавлено в Грузии правящим князем Адарнасом II. Несмотря на двухлетнюю борьбу, восстание было подавлено, Адарнас был убит, а арабы поставили на его место Гуарама II из конкурирующей династии Гуарамидов.
В своих попытках утвердить свое господство над Иберией арабы также столкнулись с двумя другими крупными державами в регионе, Византийской империей и хазарами. Последние, конфедерация полукочевых тюркских народов, правили степями к северу от хребта Большой Кавказ. Они играли роль в истории Кавказа с начала VII века, когда они помогали византийцам против Персии. Позже они успешно остановили мусульманские армии в серии войн, но также помогли им подавить грузинское восстание 682 года.
Грузинские земли пострадали от конфронтации между арабами и хазарами, поскольку они играли стратегическую роль в качестве плацдарма для арабов в этих неоднократных столкновениях, а также подвергались разрушительным набегам со стороны хазар из-за гор. Что касается Византии, то она не оставила надежды на восстановление своего сюзеренитета над Иберией и ответила новой арабской державе, сначала усилив свой контроль над прибрежными регионами Чёрного моря, Абхазией и Лазикой, которые ещё не был достигнут арабами. Около 685 года император Юстиниан II заключил перемирие с халифом, в котором они договорились о совместном владении Иберией и Арменией. Однако победа арабов в битве при Себастополисе в 692 году нарушила баланс и привела к новому завоеванию арабами Армении, их выходу к Черному морю и завоеванию королевства Лазика (около 697 года). Теперь установился новый статус-кво, более благоприятный для арабов.

## Тбилисский эмират (736–853 гг.)

Грузия и Кавказ после основания Эмирата.

Около 730 года два фактора привели к изменению политики Омейядов в отношении Грузии. Во-первых, в том году хазарам удалось вторгнуться в Северо-Западный Иран и пройти весь путь до Мосула, прежде чем они потерпели поражение. Придаточные буферные государства Кавказа не смогли предотвратить это вторжение. Более того, местные христианские правители, такие как Гуарам III Иберийский все ещё поддерживали контакты с Византией и надеялись на её вмешательство. Однако империя была слабой, и арабские набеги могли достичь Константинополя, что сделало византийцев менее опасными, чем хазары. В 732–733 годах халиф Хишам ибн Абдул-Малик назначил Марвана II правителем Армении и Азербайджана с задачей вести войну с хазарами и покорить Грузию.
Последовавшая за этим кампания была разрушительной для Грузии. Марван не только вторгся в Картли, как это сделали его предшественники, но и повел свои армии вслед за отступающими грузинскими князьями в западную половину страны, от Самцхе до Абхазии, где они в конечном итоге были остановлены. Согласно Кириллу Туманову, Западная Грузия была фактически основной целью кампании, и принц Иберии встал на сторону арабских сил, чтобы помочь дать отпор хазарам, которые только что опустошил его земли. Так или иначе, отступая из Западной Грузии, Марван установил эмира в Тбилиси, чтобы управлять Иберией, в то время как он обратил свои войска против хазар (737 год). Это вторжение и его ужасы оставили сильный след в коллективной памяти грузин, которые прозвали арабского генерала Марваном Глухим.
Однако новому эмирату пришлось бороться с оставшейся грузинской знатью и эрисмтаварством, которые не были полностью упразднены. Более того, Марван стал последним халифом Омейядов, и после его смерти мусульманское государство охватила гражданская война. Это позволило христианам-кавказцам снова обратиться к Византии за помощью и восстановить большую автономию. Но эти надежды вскоре развеялись после того, как Аббасиды восстановили халифат в Багдаде в 762 году: новое мусульманское государство было лучше организовано и более способно требовать дани и устанавливать свою власть в приграничных регионах. Это было продемонстрировано Грузии в 786 году, когда кавказский «вали» Хузайма ибн Хазим подавил бунтарские настроения среди грузинской аристократии. Принц Арчил Кахетинский среди других был убит после отказа принять ислам.
С этого момента местный баланс сил между арабами и грузинской знатью стал более благоприятным для первых. Обе древние княжеские династии Гуарамидов и Хосроидов вымерли, что дало тбилисским эмирам больше власти. Сельская экономика была разрушена повторными вторжениями, многие регионы лишились своего населения, которое было убито или бежало в византийские земли. Однако города, особенно Тбилиси, процветали, поскольку Аббасиды поощряли торговлю между своими провинциями и использование валюты («дирхам») для получения дани, вводя более открытую экономику.

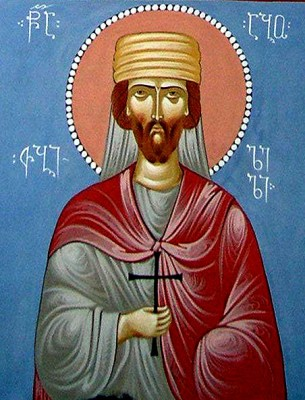
Святой Або Тбилисский.

Некоторые регионы, удалённые от основных городов и торговых путей, сохранили значительную степень автономии от арабских правителей, особенно на западе Грузии. Там, в Кларджети и Самцхе, во второй половине VIII века появилась знатная семья: Багратиони.Чей предок переселился в Кларджети и получил там земли после 772 г. до получения большей части бывших земель гуарамидов после исчезновения последней линии около 786 года. Багратиони установили свою власть в Тао-Кларджети, но вскоре стали соперниками эмирата за контроль над грузинскими землями. Чтобы утвердить свой авторитет, они могли опираться как на византийское вмешательство, так и на разногласия среди арабов. В 809 году тбилисский эмир Исмаил ибн Шуаб провозгласил независимость от халифата и обратился за помощью к грузинским князьям в борьбе с восстанием. В 813 году глава династии Ашот I восстановил Картлийское эрисмтаварство. Он получил признание и от халифа, и от византийцев, которые даровали ему официальный титул «куропалат». Этот новый баланс между эмиратом и независимыми землями Багратионов сохранится в течение следующих десятилетий, халиф будет поддерживать ту сторону, которая в данный момент менее опасна для его общей власти. Это дало другим грузинским регионам больше автономии, и Кахети обрела независимость как от Иберии, так и от эмирата в то время под своим собственным «мтавари». В то же время Византия потеряла свои последние земли в Грузии.

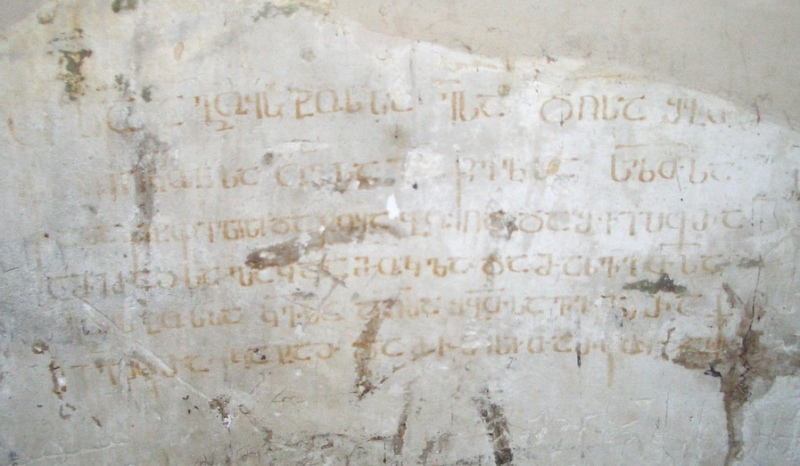
Современная надпись в церкви Атени Сиони упоминает разграбление Тбилиси и падение Исхака ибн Исмаила.

С 833 года, при Исхаке ибн Исмаиле, эмират восстановил власть над грузинскими землями, установив свою власть над многими князьями и вынудив Багратионов платить дань: после смерти Ашота его владения были разделены между тремя его сыновьями и стали более уязвимыми. Ободрённый этими успехами, эмир перестал признавать высшую власть халифата. Только когда армяне также восстали, в 853 году халиф аль-Мутаваккиль отреагировал, послав турецкого генерала Бугу аль-Кабира с армией против кавказских повстанцев. Эта экспедиция, по словам Кирилла Туманова, «отмечена особой жестокостью». Армия Аббасидов разграбила и сожгла Тбилиси, а эмира казнила. Многие грузинские вельможи во время вторжения были схвачены, например, Константи Кахай, и либо убиты за отказ принять ислам, либо отправлены в плен в столицу Аббасидов Самарру. Решение Аббасидов не перестраивать город в значительной степени ослабило их экономическое и культурное влияние в Грузии и позволило Багратионам стать главной династией в стране, облегчая её дальнейшее объединение.

## Постепенное ослабление арабского владычества над Грузией (853–1120 гг.)
После похода 853 года арабское господство над Грузией никогда не было таким сильным. Эмират Тбилиси не был упразднён, но халифы не позволили его власти снова расти, так как это не раз приводило к восстанию против центральной власти. Более того, Византийская империя при Василии I Македонянине (годы правления 867–886) переживала политический и культурный ренессанс, который мог только соблазнить кавказцев под властью халифа.

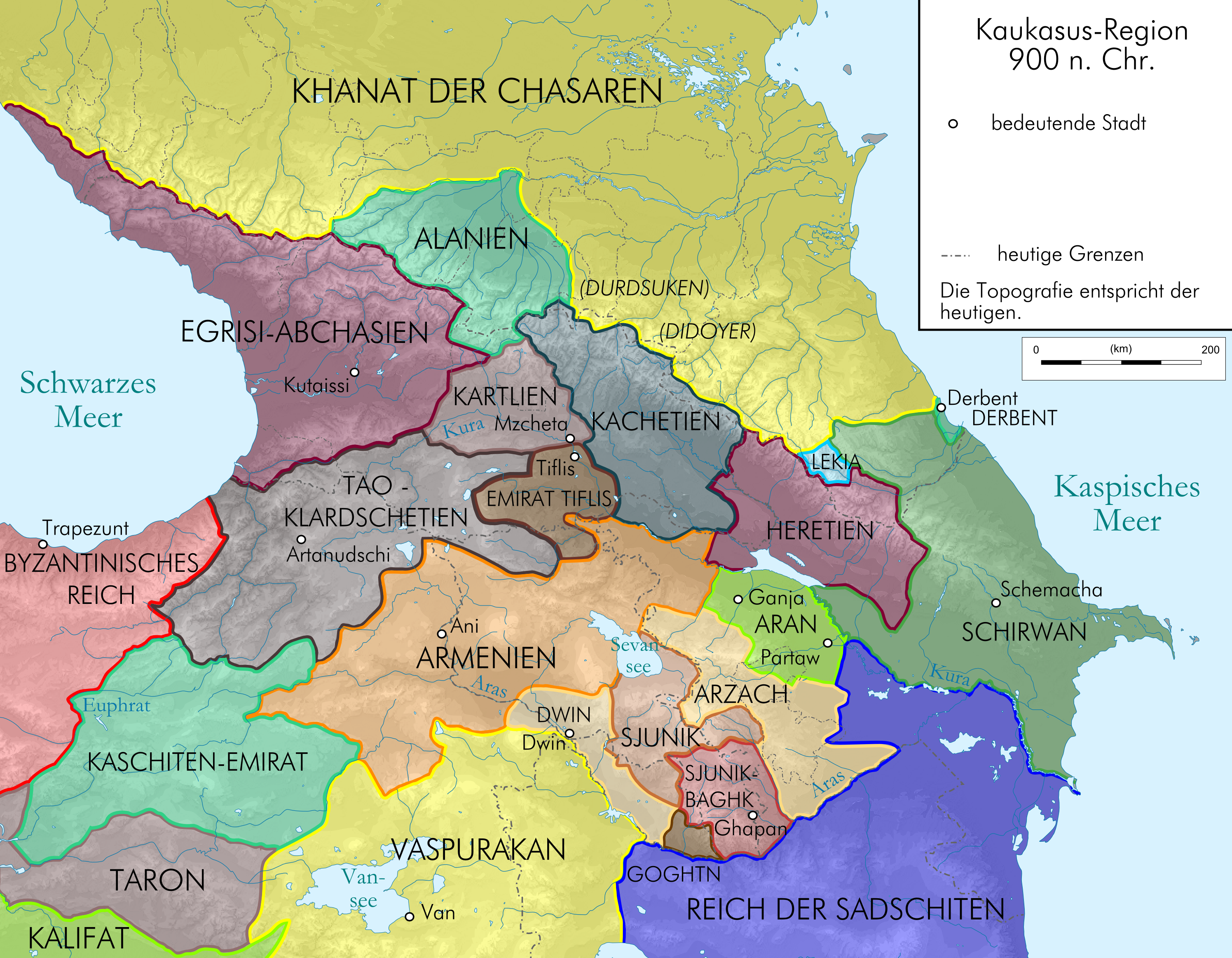
Грузия и Кавказ около 900 года.

Во второй половине IX века христианские феодальные государства расширились, в Армении и Грузии особенно усилили своё могущество. И Халифат, и Византия теперь опекали их, чтобы обеспечить их поддержку или, по крайней мере, нейтралитет в их борьбе против друг друга. В Армении монархия была восстановлена в 886 году в пользу Багратида Ашота I, а в Иберии в пользу Адарнасе IV. Сильные христианские государства теперь отделили ослабленный эмират Тбилиси от его повелителей, которые проявляли лишь теоретический сюзеренитет над двумя восстановленными царствами.
Другой вассал халифата, Юсуф ибн Абу-с-Садж, эмир Азербайджана, возглавил в 914 году последнюю попытку арабов восстановить свое господство на Кавказе. Вторжение Саджидов в Грузию было неудачным, хотя оно опустошило грузинские земли. Вместе с тем оно позволило Багратидам восстановить союз с Византией, которым они ранее пренебрегли в пользу халифов. Этот обновлённый союз с сильной христианской державой ограждал Грузию от арабского вмешательства и способствовал экономическому и культурному возрождению.
С этого момента арабы перестали играть значительную роль в истории Грузии, и постепенное объединение страны под властью Багратиони происходило без какого-либо вмешательства с их стороны. Только Тбилиси и его окрестности по-прежнему находились под властью эмира, отношения которого с Халифатом теперь были в лучшем случае шаткими. В течение XI века богатые жители города приобрели большую власть в качестве совета старейшин («биреби») и сохранили эмират в основном для того, чтобы избежать налогов со стороны грузинских королей. Грузинский царь Баграт IV трижды брал город (1046, 1049, 1062), но не мог удержать его под своей властью. К 1060-м годам Сельджукская империя, возглавляемая Алп-Арсланом, сменила арабов в качестве главной мусульманской угрозы для Грузии. Сельджуки назначили нового эмира в Тбилиси, но после его смерти в 1080 году городом снова стали управлять местные старейшины. В 1121 году Давид IV Строитель, царь Грузии, победил сельджуков в Дидгорской битве, позволив ему войти в Тбилиси в следующем году и положив конец почти 500 лет арабского присутствия в Грузии. Тбилиси потерял автономию и стал царской столицей, но его жители долгое время оставались преимущественно мусульманами.